# Bilokrynycja (Ternopilský rajón)
Bilokrynycja (ukrajinsky Білокриниця; polsky Białokrynica) je obec na západní Ukrajině, v Ternopilské oblasti a od 17. července 2020 je začleněna do Ternopilského rajónu. Nachází se u řeky Koropec (ukrajinsky Коропець), 78 km dlouhého levého přítoku Dněstru, při silnici T-09-03, přibližně 7 km východně od centra města Pidhajci (polsky Podhajce) a asi 55 km jihozápadně od hlavního města oblasti Ternopilu.

## Název obce
Jméno obce má základ jak v polském názvu pro pramen, zřídlo (pol. krynica), tak i v ukrajinském názvu pro studnu (ukr. криниця). Celý název vznikl z bílého zabarvení vyvěrající vody, která vymývá nánosy bílého vápence, tvořícího podloží místní krajiny.
Obec se obvykle jmenovala Białokrynica, ale existovaly k ní i různé alternativy. Například Białokiernica (z ukrajinského jazyka Bilokernicze), nebo byla také zjednodušeně nazývána Kiernice nebo Krynice. Staré mapy také obsahují název skládající se ze dvou slov – Biała Krynica. V záznamu z roku 1791 je obec zaznamenána jako Krynica Biała.

## Historie
První písemné zmínky o vesnici se nacházejí v knihách haličského soudu z let 1446 a 1447. Dále z roku 1463, kdy byla věnována církvi v Pidhajcích, a z roku 1490. Začleněna byla v Rusínském vojvodství, které bylo součástí Polsko-litevské unie.
V roce 1772, po prvním dělení Polska, se pod svým polským názvem Białokiernica dostala do rakouské korunní země Království Haličsko-vladiměřského.
V letech 1880–1934 patřila k Białokrynicy vesnice Brongalówka, která byla v roce 1934 oddělena od Białokrynice, ale byla stále zahrnuta do gminy Białokrynica (proto vzniklo snížení počtu obyvatel v roce 1935 oproti údaji z roku 1931 - viz níže tabulka Počty obyvatel).
Na konci první světové války, v listopadu 1918, po rozpadu Rakouska-Uherska, byla obec krátce součástí Západoukrajinské lidové republiky. V polsko-ukrajinské válce, v červenci 1919, polská vojska obsadila poslední části Západoukrajinské lidové republiky a 21. listopadu 1919 Nejvyšší rada Pařížské mírové konference přidělila Východní Halič Polsku a obec byla začleněna do vojvodství Ternopil, okresu Podhajce a jako gmina Białokiernica. Během druhé světové války byla obec poničena nejprve v září 1939, při sovětské invazí do Polska a následně okupována Sovětským svazem, později byla okupována Německem (1941-1944) a začleněna do Haličského okresu.
Po skončení druhé světové války byla Bilokrynycja přičleněna k Ukrajinské SSR, v rámci Sovětského svazu. Po jeho rozpadu, v roce 1991, se stala součástí nezávislé Ukrajiny.

### Počty obyvatel
| Rok  | Počet obyvatel | Poznámka                                     |
| ---- | -------------- | -------------------------------------------- |
| 1787 | 780            |                                              |
| 1900 | 1722           |                                              |
| 1910 | 1896           |                                              |
| 1921 | 1867           | z toho 1 559 Poláků a 308 Ukrajinců          |
| 1931 | 2023           |                                              |
| 1935 | 1816           | z toho 1 296 Poláků, 504 Ukrajinců a 16 Židů |
| 2001 | 603            |                                              |

### Období Rakouska-Uherska a Polska
Za Rakouska-Uherska a Polska zde fungovala čtyřtřídní škola. Do roku 1939 se v obci nacházel statek (1096 morgů půdy), tři mlýny, lihovar, dvě mlékárny (polská a ukrajinská), spořitelna a úvěrní banka, banka Stefčyk, hasičská zbrojnice, 9 obchodů, 13 tkalců, 9 kovářů, 3 olejáři a veřejná půda zahrnovala 40 morgů polí.

### Dějinné události
U Bilokrynycje byly ve 2. polovině 17. století svedeny dvě bitvy. V roce 1667 se zde střetla armáda Polsko-litevské unie, pod velením velkého korunního hejtmana Jana III. Sobieského, s tatarsko-kozáckou armádou a v roce 1698 zde svedl vítěznou bitvu krakovský vojvoda Felix Kazimír Potocký (1633–1702) s tatarskou armádou.

## Významné stavby a místa

### Kostel svaté Paraskevy Pátek

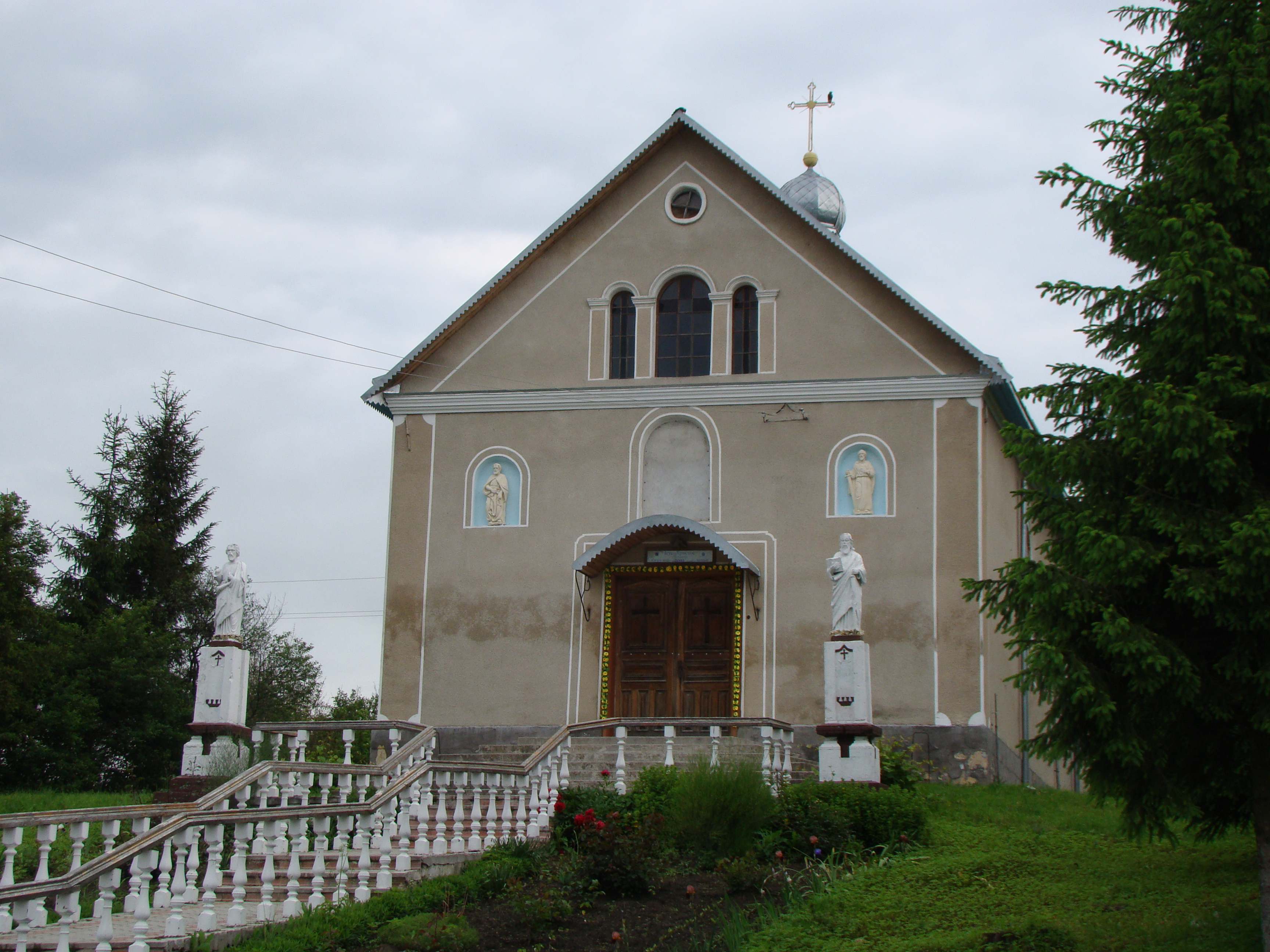
Kostel svaté Paraskevy Pátek

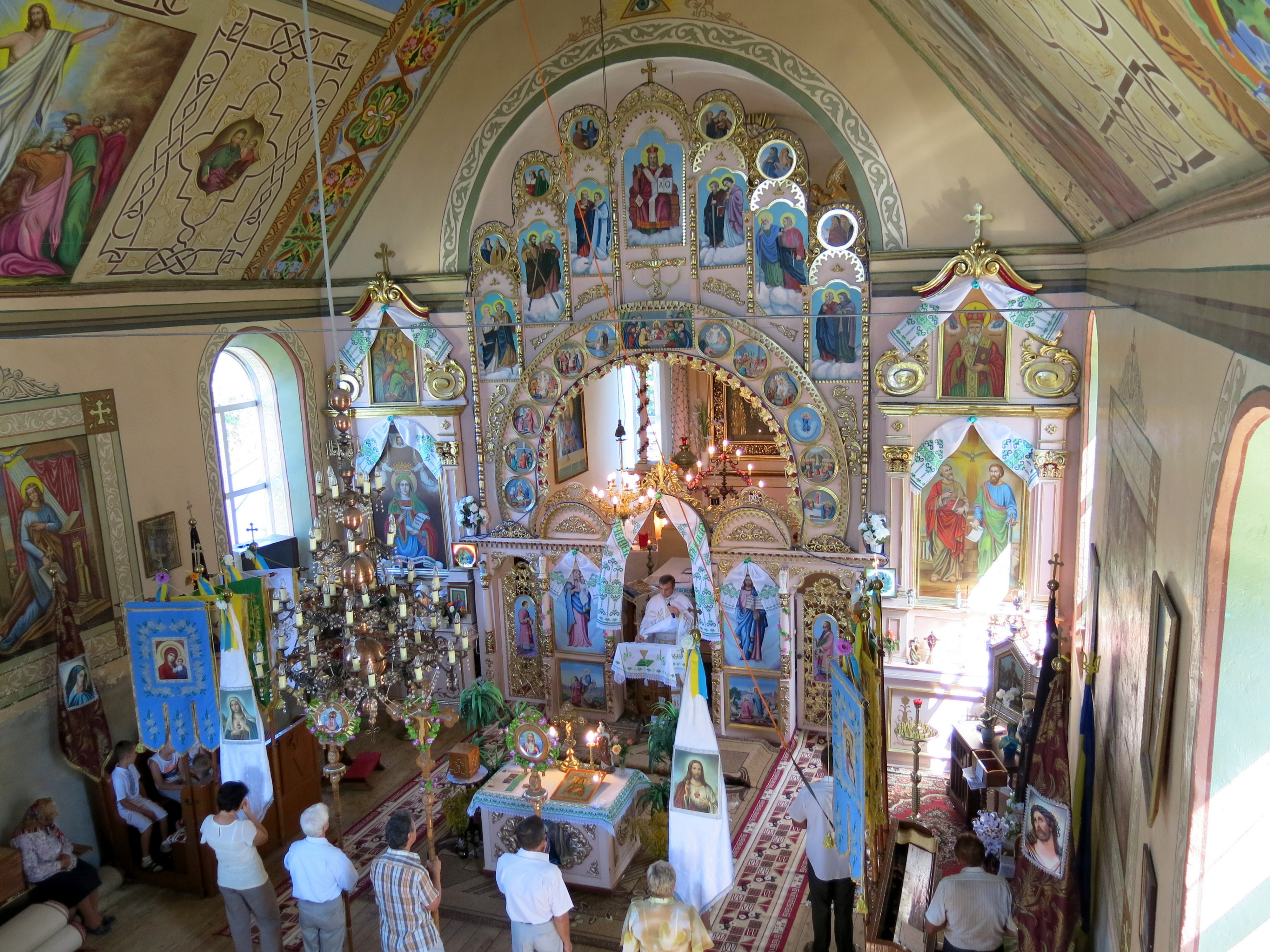
Interiér kostela

Kostel zasvěcený svaté Paraskevě Pátek patří ukrajinské řeckokatolické církvi. Jedná se o zděnou stavbu, kterou postavila v letech 1898–1904 římskokatolická církev, vysvěcen byl 14. září 1904. Na průčelí kostela jsou v nikách sochy sv. Petra a Pavla. Sochy stejných světců stojí i před kostelem (od roku 1936). Na hlavním oltáři je kopie uctívané ikony z kostela v Čenstochové, tzv. Černá madona čenstochovská, představující Pannu Marii s Ježíškem (kolem roku 1922).
První zmínka o existenci řeckokatolické farnosti v Bilokrynycii je z roku 1627. Další zápis o farnosti v Bilokrynycii a kostela sv. Jiljí je v rejstříku kostelů, který přibližně v roce 1708 sestavil lvovský biskup Josef Šumljanský (Йосиф Шумлянськи). Tato stavba se nacházela zhruba před nynějším kostelem, na protější straně cesty, vedle fary. Dle josefínské matriky z roku 1789, kostel vyhořel a v roce 1723 byl jeho místě zbudován nový kostel, zasvěcený dvěma patronům – sv. Paraskevě Pátek a sv. Jiljí. Od roku 1803 pak pouze sv. Paraskevě Pátek. Po požáru kostela v roce 1936, byl po určitou dobu, se souhlasem římskokatolické církve, využíván pro bohoslužby kostel sv. Petra a Pavla. Tento byl v roce 1946, po vystěhování polského obyvatelstva, předán ukrajinské řeckokatolické církvi.

### Hřbitov
V průběhu trvání obce zde bylo několik hřbitovů. Nejstarší (z období 16.–17. stol.) byl na východní straně obce, koncem 18. stol. byl v oblasti nazývané Tloka založen hřbitov pro oběti cholery a sebevrahy (používán byl až do 40. let 20. stol.). Další hřbitov se nacházel u řeckokatolického kostela a byl zrušen koncem 18. stol. Současný hřbitov byl založen v polovině 19. stol. Od poloviny 18. stol., na jeho západní straně, existoval jeho předchůdce, hřbitov nazývaný Na Rutce.
Na současném hřbitově spočívají Poláci i Ukrajinci, bez jakéhokoli dělení a rozdílu. Dodnes dochované náhrobky pocházejí převážně z předválečné doby a mají proměnlivou uměleckou hodnotu. Zhotoveny jsou většinou z pískovce a litiny, ojediněle jsou dřevěné. Stávající stav hřbitova je poměrně dobrý, protože oproti mnoha jiným nekropolím je zde stále mnoho vazeb na bývalé obyvatele obce. Ve 21. století zde byl mnohokrát organizován úklid, spojený s odstraňováním vegetace, která jej pokrývala. Hřbitov je symbolickou a asi nejdůležitější památkou na předválečnou Białokrynicu.

## Fotogalerie

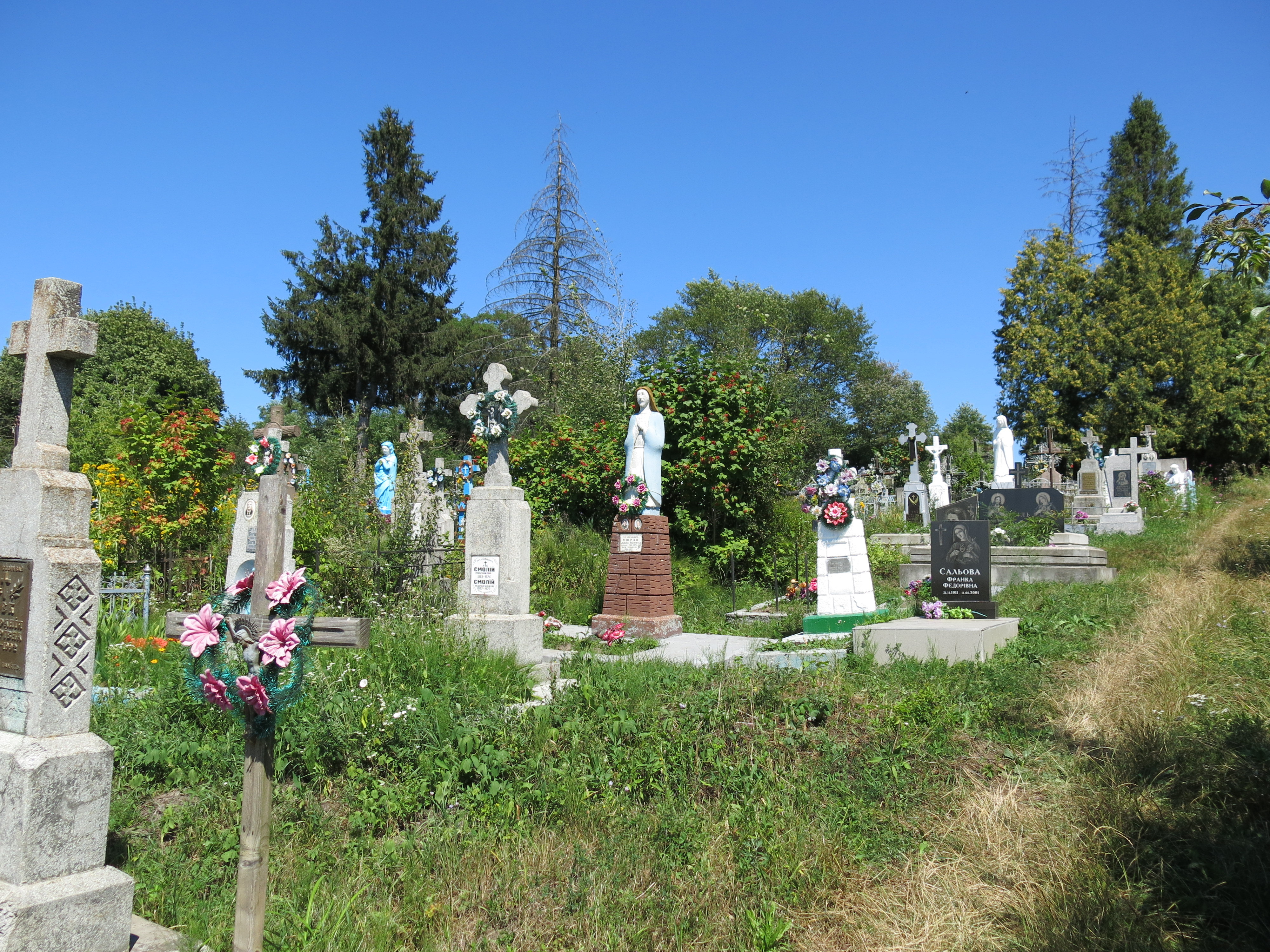
Bilokrynycja – hřbitov
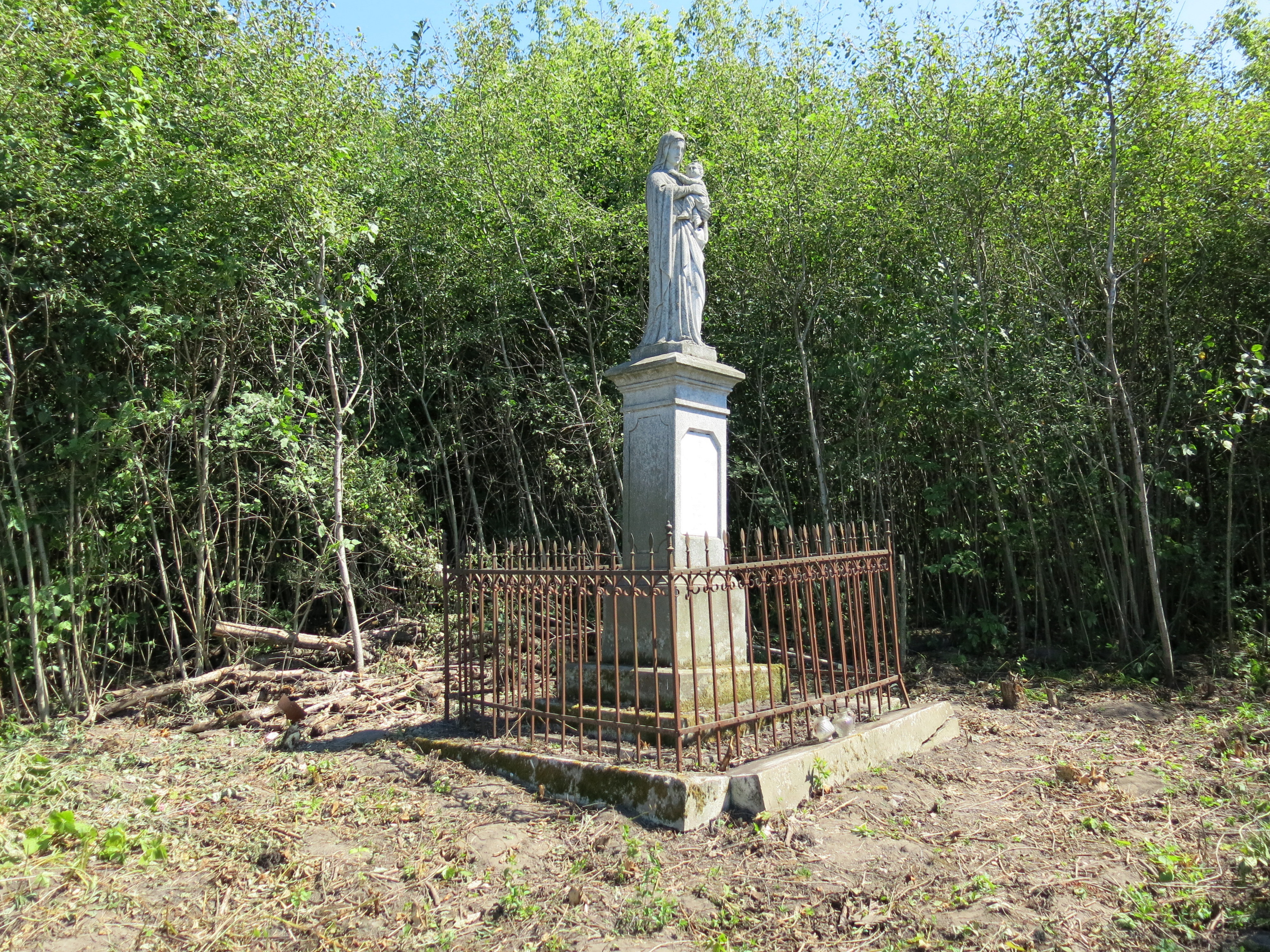
Hrob se sochou Madony
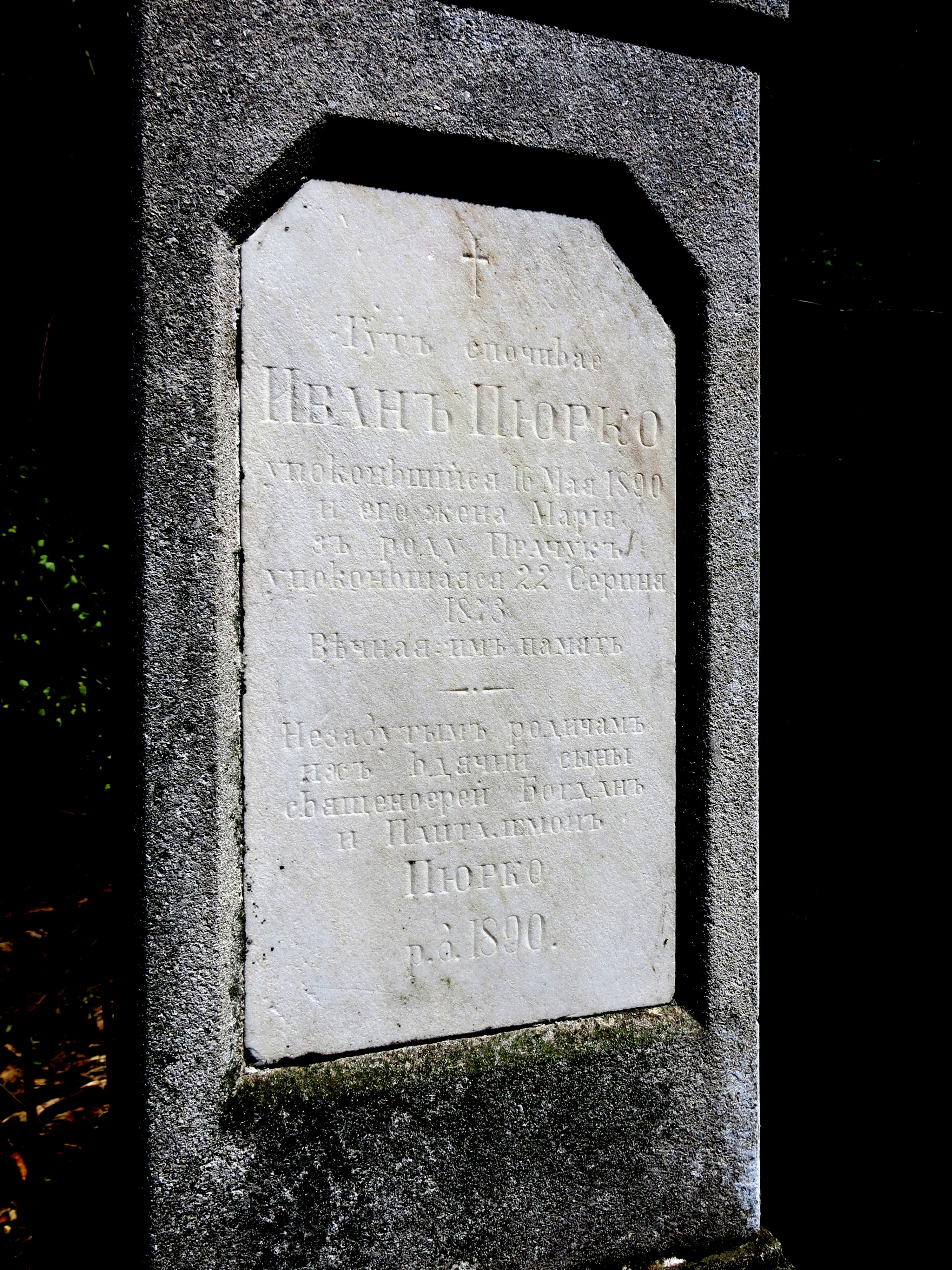
Náhrobní deska Ivana Piurka (1823–1890) a manželky roz. Marie Praczuk (1824–1873)
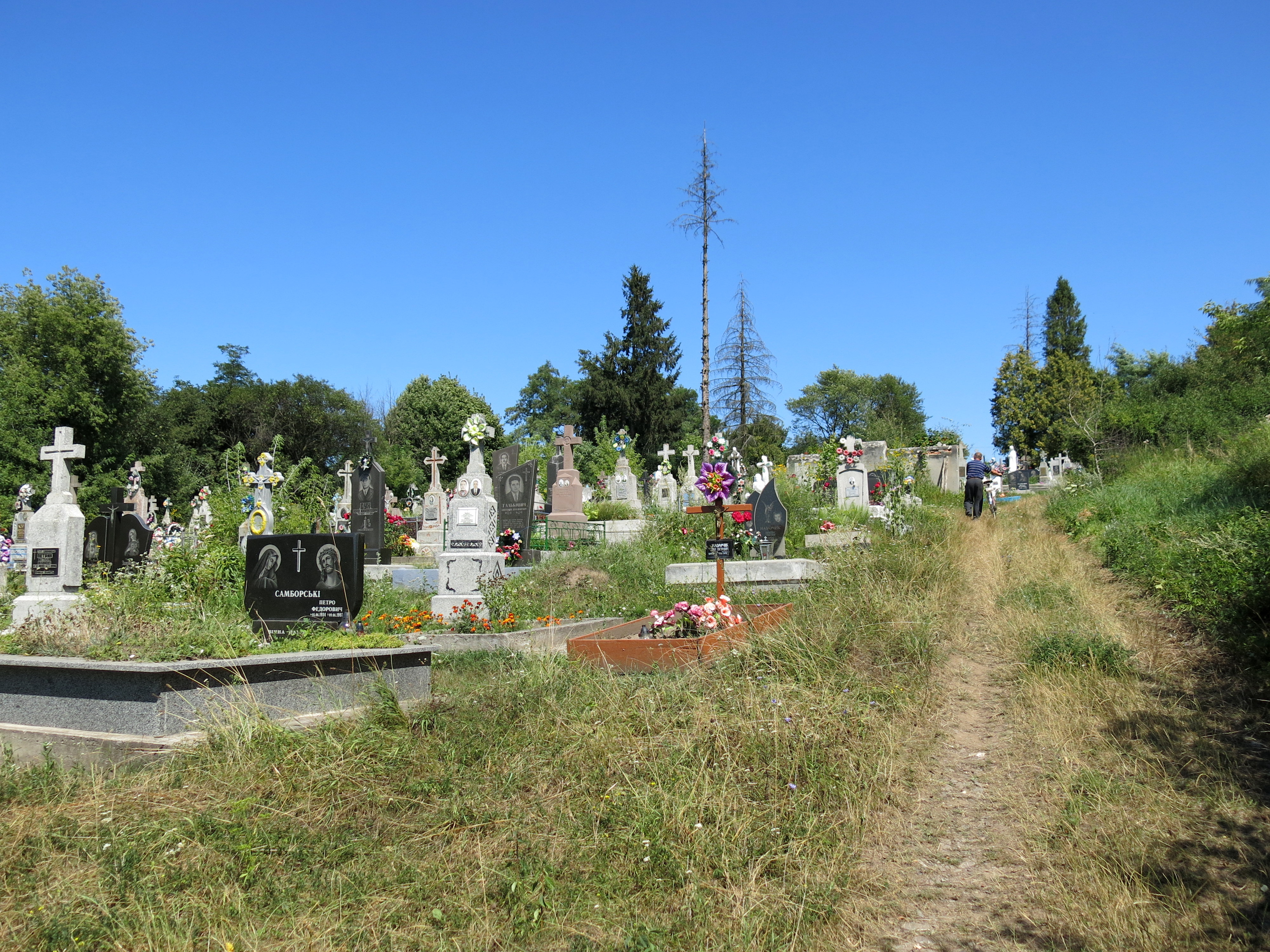
Bilokrynycja – hřbitov

## Významní rodáci
- Theodor Bohdan Piurko (Теодор П'юрко: 1847–1906) – ukrajinský řeckokatolický kněz, kanovník při katedrále svatého Jiří ve Lvově, náboženský a kulturně-osvětový činovník, spisovatel, novinář

- Vasil Halasa (Василь Галаса, 1920–2002) – aktivista ukrajinského národně osvobozeneckého hnutí, regionální vůdce OUN Severozápadních ukrajinských zemí, plukovník UPA

- Michal Hunčak (Михайлo Гунчак) – titul Spravedlivý mezi národy (Jad vašem – případ čís. 12089)[4]

- Marie Hunčaková (Марія Гунчак – manželka Michala) – titul Spravedlivý mezi národy (Jad vašem – případ čís. 12089)[4]

- Vasil Hunčak (Василь Гунчак – jejich syn) – titul Spravedlivý mezi národy (Jad vašem - případ čís. 12089)[4]

- Roman Galadza (Роман Ґаладза) – farář farnosti řeckokatolické církve sv. proroka Eliáše v Bramptonu, Ontario, Kanada – otec Larisy Galadzy, mimořádné a zplnomocněné velvyslankyně Kanady na Ukrajině (od roku 2019).